# Natação no Campeonato Mundial de Esportes Aquáticos de 2011 - 4x100 m livre masculino
A prova do revezamento 4x100 metros livre masculino da natação no Campeonato Mundial de Esportes Aquáticos de 2011 ocorreu no dia 24 de julho no Shanghai Oriental Sports Center  em Xangai.

## Recordes
Antes desta competição, os recordes mundiais e do campeonato nesta prova eram os seguintes:
| Tipo                  | Atleta         | Tempo   | Local  | Data                 |
| --------------------- | -------------- | ------- | ------ | -------------------- |
|                       | Estados Unidos | 3:08.24 | Pequim | 11 de agosto de 2008 |
| Recorde do campeonato | Estados Unidos | 3:09.21 | Roma   | 26 de julho de 2009  |

## Medalhistas
| Ouro                                                                           | Prata                                                                     | Bronze                                                                             |
| Austrália · James Magnussen · Matthew Targett · Matthew Abood · Eamon Sullivan | França · Alain Bernard · Jérémy Stravius · William Meynard · Fabien Gilot | Estados Unidos · Michael Phelps · Garrett Weber-Gale · Jason Lezak · Nathan Adrian |

## Resultados

### Eliminatórias
16 nações participaram da prova. As 8 melhores nações se classificaram para a final.
| Pos. | Bateria | Raia | Nadadores      | Nacionalidade                                                                                        | Tempo   | Notas |
| ---- | ------- | ---- | -------------- | --- | ------- | ----- |
| 1    | 1       | 4    | França         | Alain Bernard (48.37) Jérémy Stravius (47.87) William Meynard (48.23) Fabien Gilot (47.62)           | 3:12.09 | Q     |
| 2    | 3       | 4    | Estados Unidos | Garrett Weber-Gale (48.49) Ryan Lochte (48.28) Douglas Robison (48.62) David Walters (48.11)         | 3:13.50 | Q     |
| 3    | 2       | 4    | Rússia         | Vladimir Morozov (49.07) Evgeny Lagunov (48.12) Danila Izotov (48.28) Sergey Fesikov (48.14)         | 3:13.61 | Q     |
| 4    | 3       | 3    | Itália         | Luca Dotto (48.70) Marco Orsi (48.30) Michele Santucci (48.67) Filippo Magnini (47.94)               | 3:13.61 | Q     |
| 5    | 3       | 5    | Austrália      | Kyle Richardson (48.92) Matthew Abood (47.91) James Roberts (48.25) Eamon Sullivan (48.71)           | 3:13.79 | Q     |
| 6    | 1       | 3    | Alemanha       | Steffen Deibler (49.01) Markus Deibler (48.06) Christoph Fildebrandt (48.75) Marco di Carli (48.41)  | 3:14.23 | Q,    |
| 7    | 2       | 3    | África do Sul  | Graeme Moore (49.61) Darian Townsend (48.12) Gideon Louw (48.11) Leith Shankland (48.88)             | 3:14.72 | Q     |
| 8    | 2       | 5    | Reino Unido    | Adam Brown (49.05) Liam Tancock (48.51) Grant Turner (48.79) Simon Burnett (49.00)                   | 3:15.35 | Q     |
| 9    | 3       | 2    | Brasil         | Bruno Fratus (49.06) Nicolas Oliveira (48.20) Marcos Macedo (50.32) Marcelo Chierighini (48.70)      | 3:16.28 |       |
| 10   | 1       | 6    | Japão          | Takuro Fujii (48.88) Shogo Hihara (48.83) Yoshihiro Okumura (49.63) Takeshi Matsuda (49.29)          | 3:16.63 |       |
| 11   | 1       | 5    | Suécia         | Stefan Nystrand (49.49) Petter Stymne (48.65) Lars Frölander (48.79) Robin Andreasson (50.14)        | 3:17.07 |       |
| 12   | 2       | 6    | Canadá         | Brent Hayden (48.77) Colin Russell (49.20) Blake Worsley (49.28) Dominique Massie-Martel (50.10)     | 3:17.35 |       |
| 13   | 3       | 6    | China          | Lü Zhiwu (49.19) Jiang Haiqi (50.14) He Jianbin (48.50) Zhang Enjian (49.73)                         | 3:17.56 |       |
| 14   | 3       | 7    | Venezuela      | Crox Ernesto Acuna (50.10) Octavio Alesi (50.06) Daniele Tirabassi (49.53) Cristian Quintero (49.49) | 3:19.18 |       |
| 15   | 2       | 7    | Eslovênia      | Peter Mankoč (49.95) Robert Zbogar (50.96) Jan Karel Petric (53.66) Matjaž Markič (1:05.65)          | 3:40.22 |       |
| –    | 1       | 2    | Coreia do Sul  | |         | DNS   |
| –    | 2       | 2    | Bélgica        | Yoris Grandjean (49.74) Glenn Surgeloose (49.71) Jasper Aerents (48.57) Pieter Timmers               |         | DSQ   |

### Final
Estes são os resultados da final.
| Pos.              | Raia | Nadadores      | Nacionalidade                                                                                       | Tempo   | Notas |
| ----------------- | ---- | -------------- | --------------------------------------------------------------------------------------------------- | ------- | ----- |
| Medalha de ouro   | 2    | Austrália      | James Magnussen (47.49) Matthew Targett (47.87) Matthew Abood (47.92) Eamon Sullivan (47.72)        | 3:11.00 |       |
| Medalha de prata  | 4    | França         | Alain Bernard (48.75) Jérémy Stravius (47.78) William Meynard (47.39) Fabien Gilot (47.22)          | 3:11.14 |       |
| Medalha de bronze | 5    | Estados Unidos | Michael Phelps (48.08) Garrett Weber-Gale (48.33) Jason Lezak (48.15) Nathan Adrian (47.40)         | 3:11.96 |       |
| 4                 | 6    | Itália         | Luca Dotto (48.56) Marco Orsi (48.51) Michele Santucci (48.01) Filippo Magnini (47.31)              | 3:12.39 |       |
| 5                 | 3    | Rússia         | Evgeny Lagunov (48.89) Andrey Grechin (48.56) Nikita Lobintsev (47.45) Sergey Fesikov (48.09)       | 3:12.99 |       |
| 6                 | 1    | África do Sul  | Graeme Moore (48.15) Darian Townsend (47.76) Gideon Louw (47.91) Leith Shankland (49.56)            | 3:13.38 |       |
| 7                 | 7    | Alemanha       | Markus Deibler (49.24) Benjamin Starke (49.22) Christoph Fildebrandt (48.45) Marco di Carli (48.10) | 3:15.01 |       |
| 8                 | 8    | Reino Unido    | Adam Brown (49.05) Liam Tancock (48.60) Grant Turner (48.86) Simon Burnett (48.52)                  | 3:15.03 |       |

Legenda
| Recorde mundial       | Recorde mundial (World record)               |                       | Recorde africano                      | Recorde africano (African) |                                           | Q | Classificado por posição (Qualified) |
| Recorde do campeonato | Recorde do campeonato (Championship record)  | Recorde da América    | Recorde da América (Americas)         | q                          | Classificado por melhor tempo (Qualified) |   |                                      |
| Melhor marca do ano   | Melhor marca do ano (World leading)          | Recorde asiático      | Recorde asiático (Asian)              | DNS                        | Não largou (Did not start)                |   |                                      |
| Recorde nacional      | Recorde nacional (National record)           | Recorde europeu       | Recorde europeu (European)            | DNF                        | Não terminou (Did not finish)             |   |                                      |
| Recorde pessoal       | Recorde pessoal do atleta (Personal best)    | Recorde da Oceania    | Recorde da Oceania (Oceania)          | DSQ / DQ                   | Desclassificado (Disqualified)            |   |                                      |
| Recorde da temporada  | Recorde da temporada do atleta (Season best) | Recorde sul-americano | Recorde sul-americano (South America) | NM                         | Sem marca (No mark)                       |   |                                      |